# Эль-Хомри, Мириам
Мириам эль-Хомри (18 февраля 1978, Рабат) — французский политик.

## Биография
Родилась 18 февраля 1978 года в Рабате. Её отец — марокканец, мать — бретонка, преподавательница английского языка.
Когда Мириам было 9 лет, её родители переехали в Танжер.
Изучала право в университетах Бордо IV и Париж 1 Пантеон-Сорбонна. В 1999 году переехала в Париж. 21 апреля 2002 года вступила в социалистическую партию.
2 сентября 2015 года была назначена министром труда.
Разработала законопроект о реформе трудового кодекса, значительно ужесточающий условия труда. Внесение этого законопроекта вызвало массовые протесты.

## Личная жизнь
Замужем за компьютерщиком из Медока. У них две дочери. Все отпуска проводит в Плуйонвелине.